# AB Kungsfilm
AB Kungsfilm var ett svenskt filmbolag verksamt från tidigt 1930-tal till början av 1950-talet. Inledningsvis var bolaget distributör av filmer, bland annat Skandal i Hollywood (1937) men under första halvan av 1940-talet började Kungsfilm även producera egen film. Några av bolagets mer kända produktioner var Flottans kavaljerer (1948) och Hans Majestät får vänta (1945). Bolagets logotyp var en kungsörn.

## Filmografi
- Käcka krabater (1953)
- Klackarna i taket (1952)
- Två trappor över gården (1950)
- Delsbostintan språkar litet om Lång-Lasse (1949)
- Nalen-rapsodi (1949)
- Gatan (1949)
- Svenske ryttaren (1949)
- Lång-Lasse i Delsbo : En krönika i bilder om en väldig Herrans stridsman (1949)
- En svensk tiger (1948)
- Hammarforsens brus (1948)
- Flottans kavaljerer (1948)
- Loffe på luffen (1948)
- Livet på Forsbyholm (1948)
- Sjätte budet (1947)
- Tösen från Stormyrtorpet (1947)
- Jag älskar dig, Karlsson! (1947)
- Pappa sökes (1947)
- Peggy på vift (1946)
- Rötägg (1946)
- Kristin kommenderar (1946)
- Försök inte med mej ..! (1946)
- Malmö stadsteater : Europas modernaste teater (1945)
- Fria fjärdar : Glimtar från en segelsommar (1945)
- I som här inträden (1945)
- Hans Majestät får vänta (1945)
- Nyordning på Sjögårda (1944)
- Jitterbug : degeneration eller livsglädje? (1944)
- Mitt folk är icke ditt (1944)